# Attentato di Marsiglia
L'attentato di Marsiglia ebbe luogo il 9 ottobre 1934  a Marsiglia e vide assassinato re Alessandro I di Jugoslavia e il ministro degli Esteri francese, Louis Barthou , vittima probabilmente di un proiettile vagante sparato da un gendarme francese. L'autore dell'attentato fu Vlado Černozemski, rivoluzionario e terrorista bulgaro che faceva parte della VMRO (Organizzazione Rivoluzionaria Interna Macedone), il cui obbiettivo era l'annessione della Macedonia, parte del Regno di Jugoslavia, alla Bulgaria. Alcuni documenti rivelati dall'URSS durante la Guerra fredda, affermano l'ipotesi che questo attentato potesse essere stato organizzato dall'Abwehr, per contrastare una possibile intesa tra l'Italia e la Francia, a vantaggio della Germania nazista, il cui governo era da un anno, dal 1933, guidato da Adolf Hitler .

## Contesto

Mappa del Regno dei Serbi, Croati e Sloveni, creato in seguito a Versailles.

Dopo la fine della Prima guerra mondiale e il successivo dissolvimento dell'Austria-Ungheria, il Trattato di Versailles del 1919 istituì il Regno dei Serbi, Croati e Sloveni, la cui corona era posta sul capo di Pietro I di Serbia, appartenente alla dinastia serba dei Karađorđević. Tuttavia, allora, re Pietro era affiancato da una reggenza, presidiata dal figlio e principe ereditario Alessandro. Fu sancito che il nuovo stato fosse una monarchia parlamentare, democratica ed ereditaria, si concedeva ai cittadini varie libertà, si suddivideva il territorio in 33 regioni dotate di autonomia. Questo nuovo stato non fu inteso come una fusione tra due entità equivalenti, Stato degli Sloveni, Croati e Serbi ed il Regno di Serbia, ma come un'annessione territoriale da parte della Serbia. Nonostante fossero garantite tutte le etnie presenti nel paese, erano i serbi a guidare l'amministrazione poiché fu il Regno di Serbia che estese la propria burocrazia al resto della nazione. Tale situazione e clima può ricordare l'Unità d'Italia, quando l'amministrazione e la burocrazia del Regno di Sardegna furono estese alla penisola intera, appena conquistata dalle truppe sabaude. I deputati di etnia croata si dichiararono da sempre all'opposizione e molto spesso boicottavano le sedute dell'Assemblea nazionale. Inoltre, forti contrasti continuavano a sorgere sulla questione dell'annessione all'Italia dell'Istria e di Fiume, che i croati rivendicavano come proprie, e sulla dicotomia tra potere centralista e decentrato.

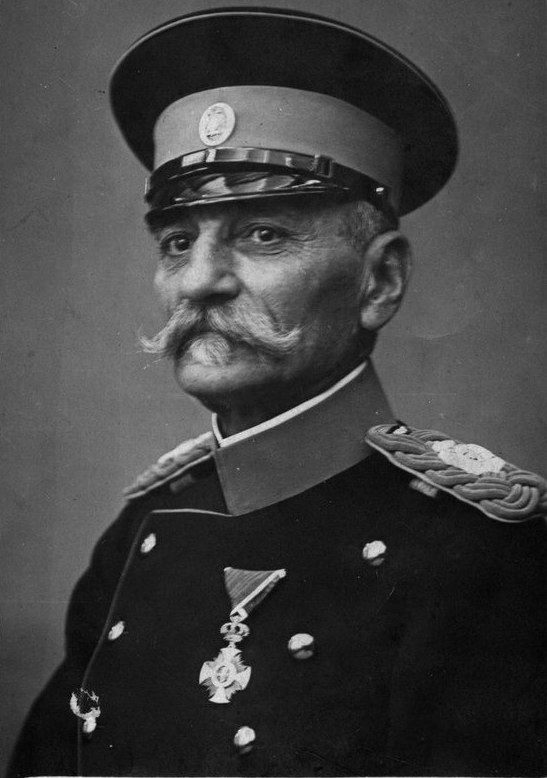
Pietro I di Serbia (1903 - 1921)

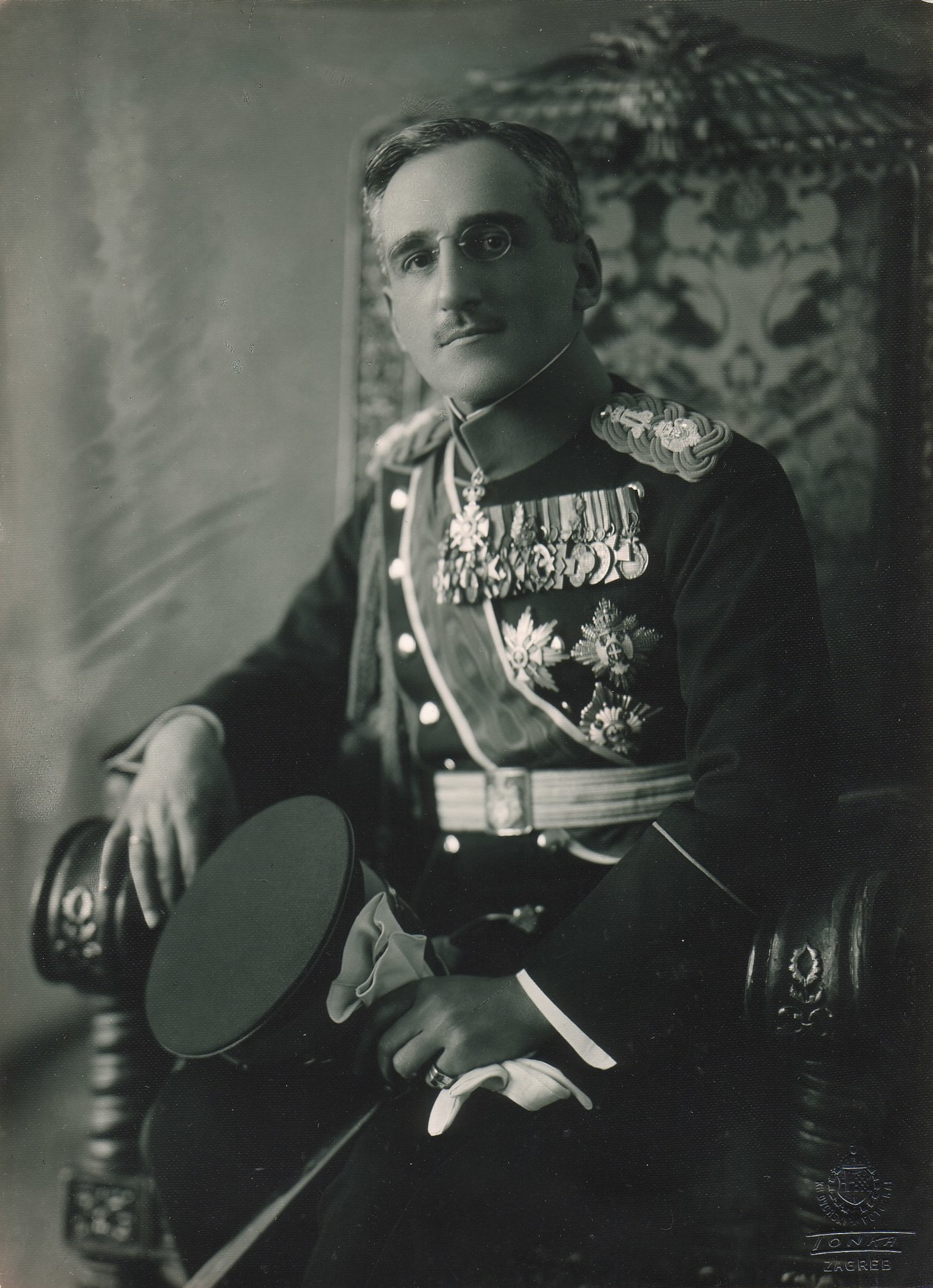
Alessandro I di Jugoslavia (1921-1934)

Nel 1921, Pietro I morì e così gli successe il figlio Alessandro I; al tempo le rivendicazioni di maggiore autonomia erano espresse in Parlamento dal Partito Rurale Croato e dal Partito Croato dei Diritti, che combatteva col suo leader Ante Pavelić contro l'esistenza stessa del regno, anche con atti di terrorismo eseguiti da affiliati al movimento degli Ustascia. Inoltre, in Macedonia, era attiva l'Organizzazione Rivoluzionaria Interna, una formazione terroristica che mirava ad un'annessione alla Bulgaria. In Slovenia ed in Croazia era anche attiva l'organizzazione "ORJUNA", anticomunista e antiseparatista, che appoggiava i partiti favorevoli alle politiche centraliste e all'unità della Nazione. I forti contrasti tra le diverse nazionalità sfociarono nell'assassinio da parte del deputato montenegrino Puniša Račić, del collega Stjepan Radić e di altri due parlamentari croati durante una seduta dell'Assemblea nazionale.  I deputati dell'opposizione lasciarono il Parlamento e iniziò una forte crisi istituzionale alla quale re Alessandro, il 6 gennaio 1929, pose fine instaurando una dittatura personale: la costituzione fu revocata e il sovrano avocò a sé tutti i poteri. Vedendo falliti i concetti di "tre Popoli in un solo Stato" e "uno Stato con tre nomi", che esaltavano le differenze tra le culture che formavano la nazione, il 3 ottobre 1929, cambiò il nome ufficiale in Regno di Jugoslavia e intraprese una serie di riforme per cancellare ogni separazione. Nominò capo del governo Petar Živković, membro del "Partito nazionale jugoslavo", unico partito legale, che attuò una politica persecutoria nei confronti degli oppositori, con particolare riguardo ai comunisti . Il 3 settembre 1931, il re concesse una nuova carta costituzionale che, sostanzialmente, confermava le misure prese nel 1929 con le leggi speciali. Venne mantenuto il divieto di formazione di partiti politici e associazioni culturali o religiose, venne mantenuta, anche se attenuata, la censura sulla stampa, ma venne ridefinito il sistema parlamentare. Fu ricostituita l'Assemblea nazionale eletta dal popolo e fu creato il Senato di cui il re nominava tanti membri quanti quelli eletti dai sudditi. Con l'articolo 116 della nuova costituzione, il sovrano si concedeva il diritto di prendere misure al di fuori della Costituzione stessa. Fu dato valore costituzionale alla nuova suddivisione amministrativa disegnata nel 1929 . In politica estera, Alessandro I, il 9 febbraio 1934, siglò un'intesa con la Turchia, la Grecia e la Romania che sanciva la non belligeranza, l'inviolabilità delle frontiere e l'aiuto reciproco in caso di guerra. Il patto fu incoraggiato dalla Gran Bretagna, soprattutto nell'ottica di arginare le mire espansionistiche dell'Italia . 

## Attentato a Marsiglia

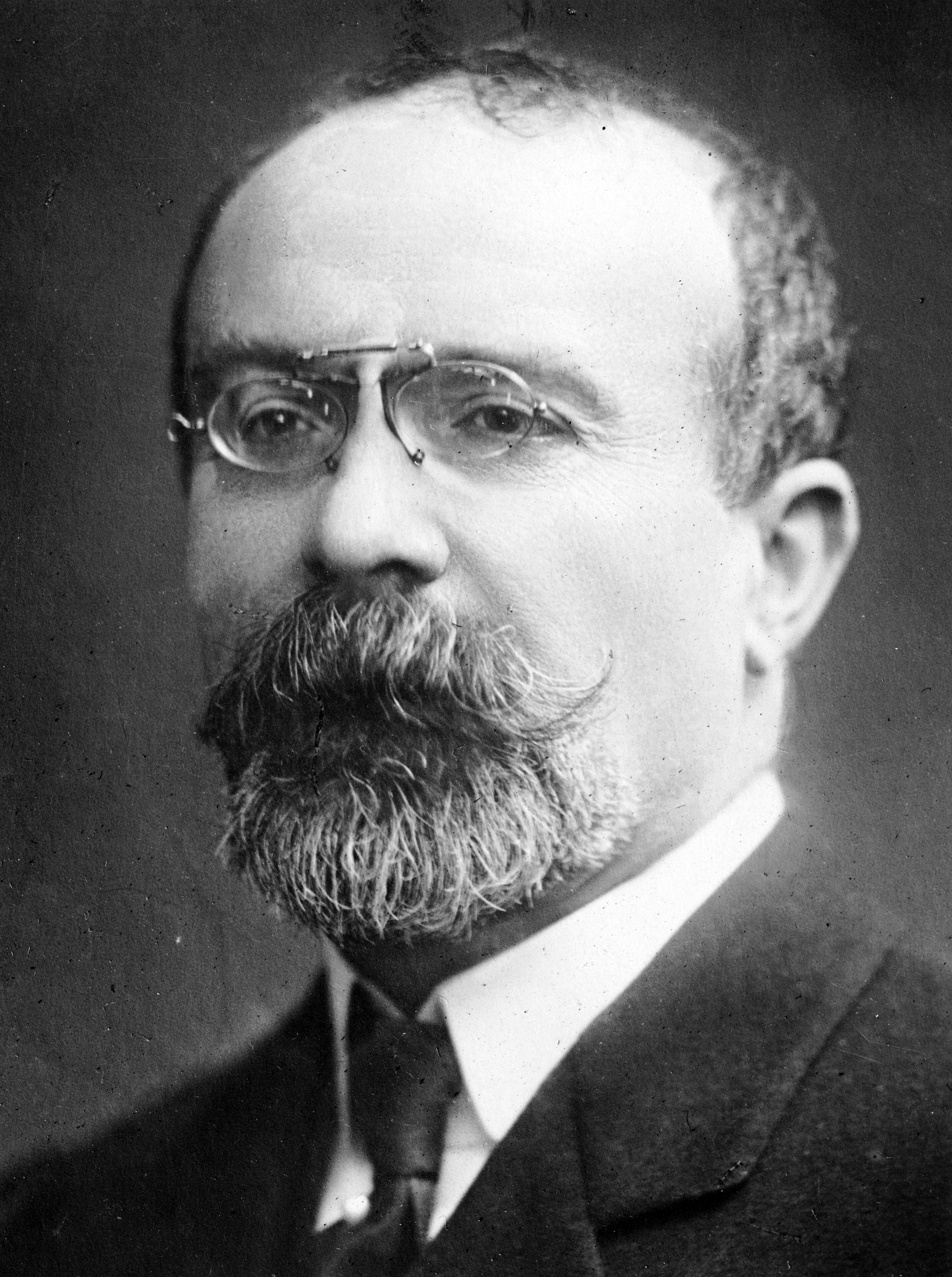
Louis Barthou, ministro degli Esteri.

Il 9 ottobre 1934, Alessandro I di Jugoslavia si recò a Marsiglia, sud della Francia, per iniziare una visita di stato; il sovrano slavo venne accolto dal ministro degli Affari Esteri francese, Louis Barthou, con il quale salì a bordo di un automobile, che portò i due uomini lungo le vie della città. La vettura aveva percorso solo alcune centinaia di metri, quando un uomo si fece largo tra la folla, salì sul marciapiede e sparò in direzione del re Alessandro I. Quando la polizia reagì ed abbatté l’assassino, era ormai troppo tardi poiché il sovrano era già morto, mentre Louis Barthou, fu colpito e ferito a morte, forse per errore da un poliziotto francese nella confusione generale. L'assassino, Vlado Černozemski, fu colpito a morte con una sciabola da un ufficiale a cavallo francese e picchiato a morte dalla folla o ucciso a colpi di arma da fuoco dalla polizia, o entrambi, secondo diverse versioni. Era un bulgaro di 36 anni che apparteneva a un'organizzazione rivoluzionaria macedone, che voleva la secessione dalla Jugoslavia, e che presumibilmente era in combutta con i separatisti croati, gli Ustascia, sostenuti dall'Italia di Mussolini. Condannato a morte per l'omicidio del leader del Partito Comunista Bulgaro nel 1924, ma in seguito liberato grazie a un'amnistia, aveva combattuto numerose battaglie in Macedonia contro la polizia serba.

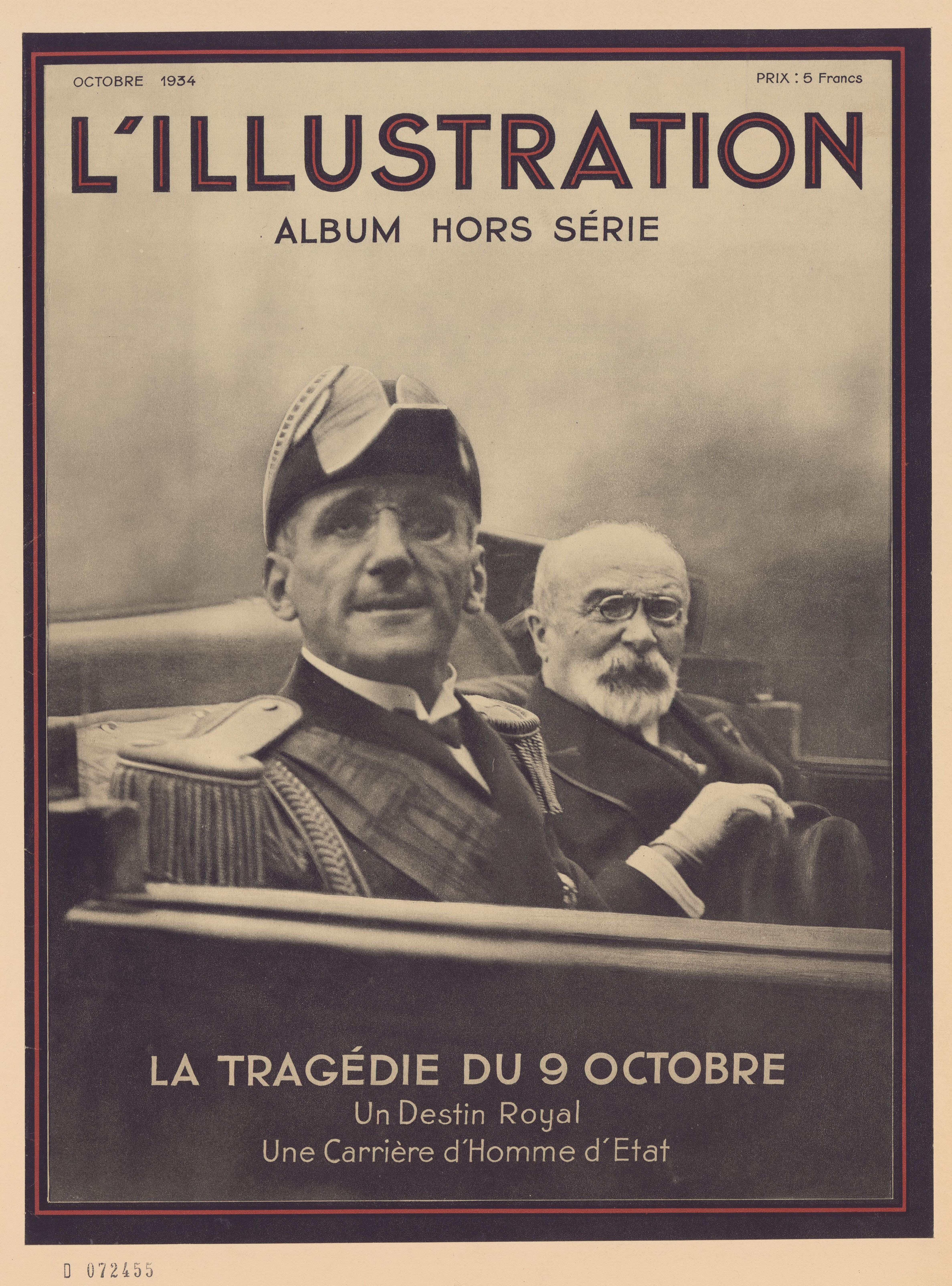
Illustrazione riguardante la tragedia.

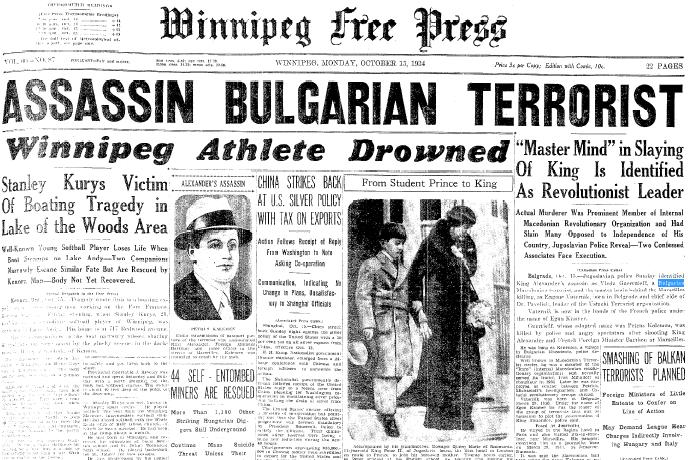
La notizia dell'attentato su di un giornale

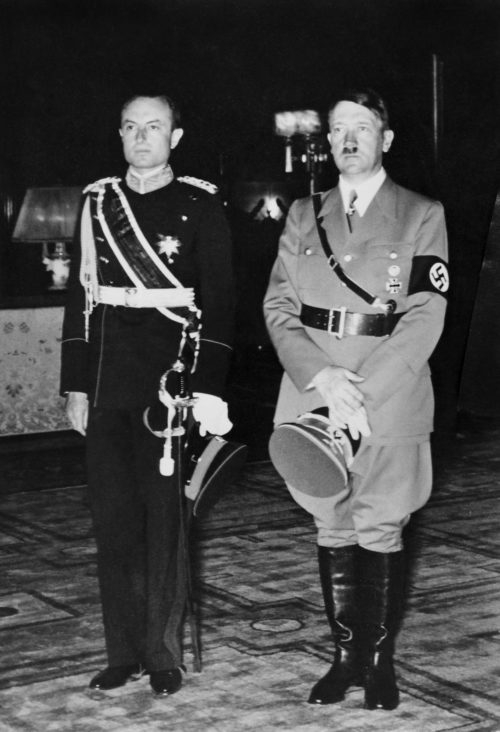
Paolo di Jugoslavia e Adolf Hitler.

La visita ufficiale di re Alessandro I del 1934 doveva porre rimedio alla crisi generale che la Jugoslavia stava vivendo all'epoca, convincendo così il monarca ad un necessario avvicinamento con l’Italia, che Barthou, ministro degli esteri francese, riteneva premessa indispensabile per avviare la strada ad un riavvicinamento tra Francia ed Italia. Dopo l’attentato e la conclusione del contenzioso a Ginevra nel dicembre 1934, Pierre Laval, il successore di Barthou, riprese immediatamente le trattative di riavvicinamento con l’Italia, che si conclusero nel gennaio dell’anno successivo, ma che non furono apprezzate da Belgrado. Sul lato opposto, l’attentato di Marsiglia permise il progressivo avvicinamento tra la Jugoslavia e la Germania e rafforzò in Jugoslavia e nell’Europa di Sud-est l’opinione che le democrazie dell’Ovest non erano preparate a proteggere i loro piccoli alleati e che era meglio avvicinarsi alle forze fasciste che stavano aumentando la loro potenza in Europa. Secondo un rapporto del ministero degli Interni francese, rimasto a lungo segreto, ci furono grandi difetti nelle misure di sicurezza messe in atto dalla Francia durante la visita di Alessandro I, inoltre esso rivela che la vita del ministro Louis Barthou avrebbe potuto essere salvata perché il proiettile aveva colpito solo il braccio, ma nella confusione generale che seguì l’attentato, nessuno si occupò di lui e quando venne curato all’ospedale, due ore dopo, aveva già perso molto sangue. Negli anni 1970, uno storico belga rivelò che il rapporto dell’autopsia indicava che il proiettile che aveva ferito Barthou non proveniva dalla Mauser dell’assassino, ma da un revolver utilizzato dalla polizia francese; si tratta di una verità oggi difficile da confessare  . 
Durante la Guerra fredda, l'Unione Sovietica pubblicò documenti segreti tedeschi affermando che questa era in realtà un'operazione strategica segreta dell'Abwehr per contrastare un possibile legame tra il regime fascista di Mussolini e la Francia contro la Germania di Hitler. Il nome in codice dell'operazione è "Teutonic Sword". In questo contesto, l'operazione ebbe successo perché, strategicamente e diversamente dalla prima guerra mondiale, l'Italia stipulò un'alleanza con la Germania, non con la Francia .

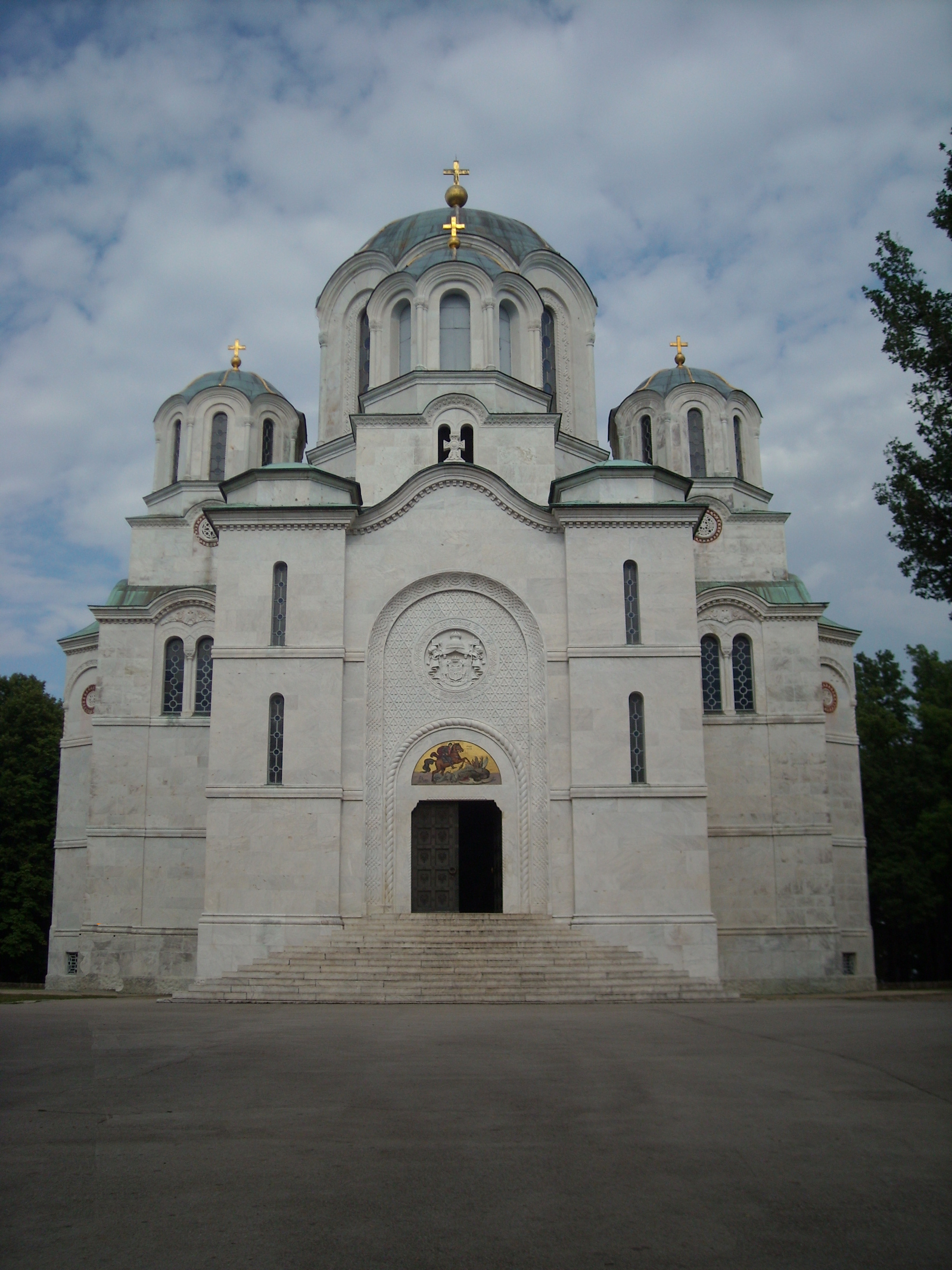
La Chiesa di San Giorgio, a Topola.

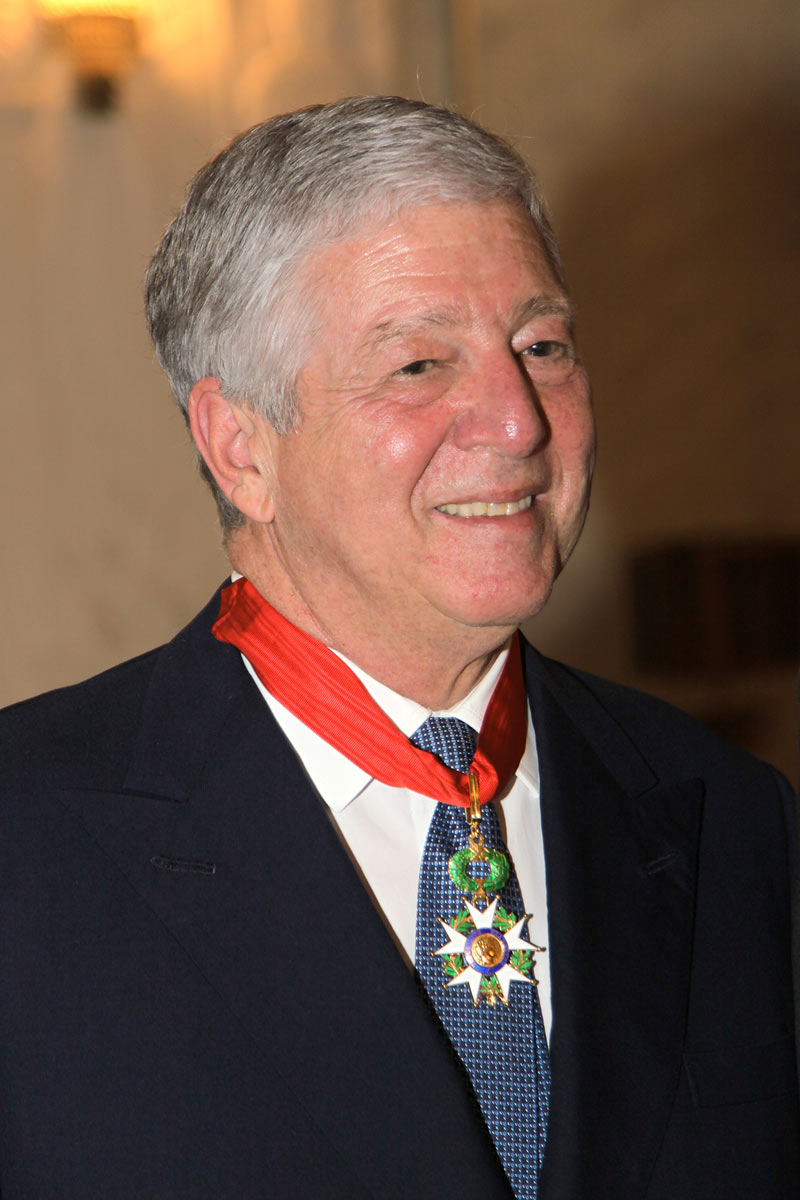
Il principe Alessandro di Jugoslavia.

Tutti gli anni in Francia il 9 ottobre ha luogo una commemorazione al monumento eretto nel 1936 in piazza de la Muette a Parigi in memoria di Alessandro I di Jugoslavia. A partire dagli anni 1990, dopo il ritorno della famiglia reale e del pretendente al trono Alessandro, unico figlio di Pietro II di Jugoslavia, ultimo sovrano del regno, quindi nipote di Alessandro I, in Serbia, anche a Belgrado la morte del monarca è commemorata ogni 9 ottobre. Il ricordo del 9 ottobre 1934 vede la mobilitazione di altri nazionalisti che non commemorano la vittima di quella tragica giornata, bensì il suo assassino: Vlado Černozemski, nato in una piccola città della Bulgaria ed appartenente alla VMRO, la potente organizzazione con base in Bulgaria che lottava per la separazione della Macedonia dalla Jugoslavia. Nel quadro di una cooperazione tra la VMRO e gli ustascia, egli fu messo a disposizione di questi ultimi che avevano bisogno di un omicida professionista per commettere l’assassinio di Alessandro I. Dopo la caduta del comunismo in Bulgaria, la VMRO, risorta come organizzazione politica nazionalista, recupererò l’immagine di Vlado Černozemski quale uno dei suoi eroi storici e lo commemora ogni 9 ottobre in una chiesa di Sofia. Il 9 ottobre 2009, il settantacinquesimo anniversario della morte di Alessandro di Jugoslavia è stato ricordato con un servizio funebre in Serbia ad Oplenac, nella Chiesa di San Giorgio, il pantheon della famiglia reale serba. La liturgia è stata celebrata dall’arcivescovo di Sumadija e dal clero della Diocesi di Sumadija alla presenza del principe Alessandro e dei principi della casa reale, che hanno deposto una corona d’alloro sulla tomba del defunto sovrano nel mausoleo della Chiesa di San Giorgio di Oplenac. Erano presenti esponenti del Corpo Diplomatico, il ministro della Difesa serbo ed il presidente serbo Boris Tadic. Lo stesso giorno il Alessandro Karađorđević ha partecipato alla commemorazione del suo avo a Marsiglia, organizzata dal governo francese .